# David James (Schauspieler, 1972)

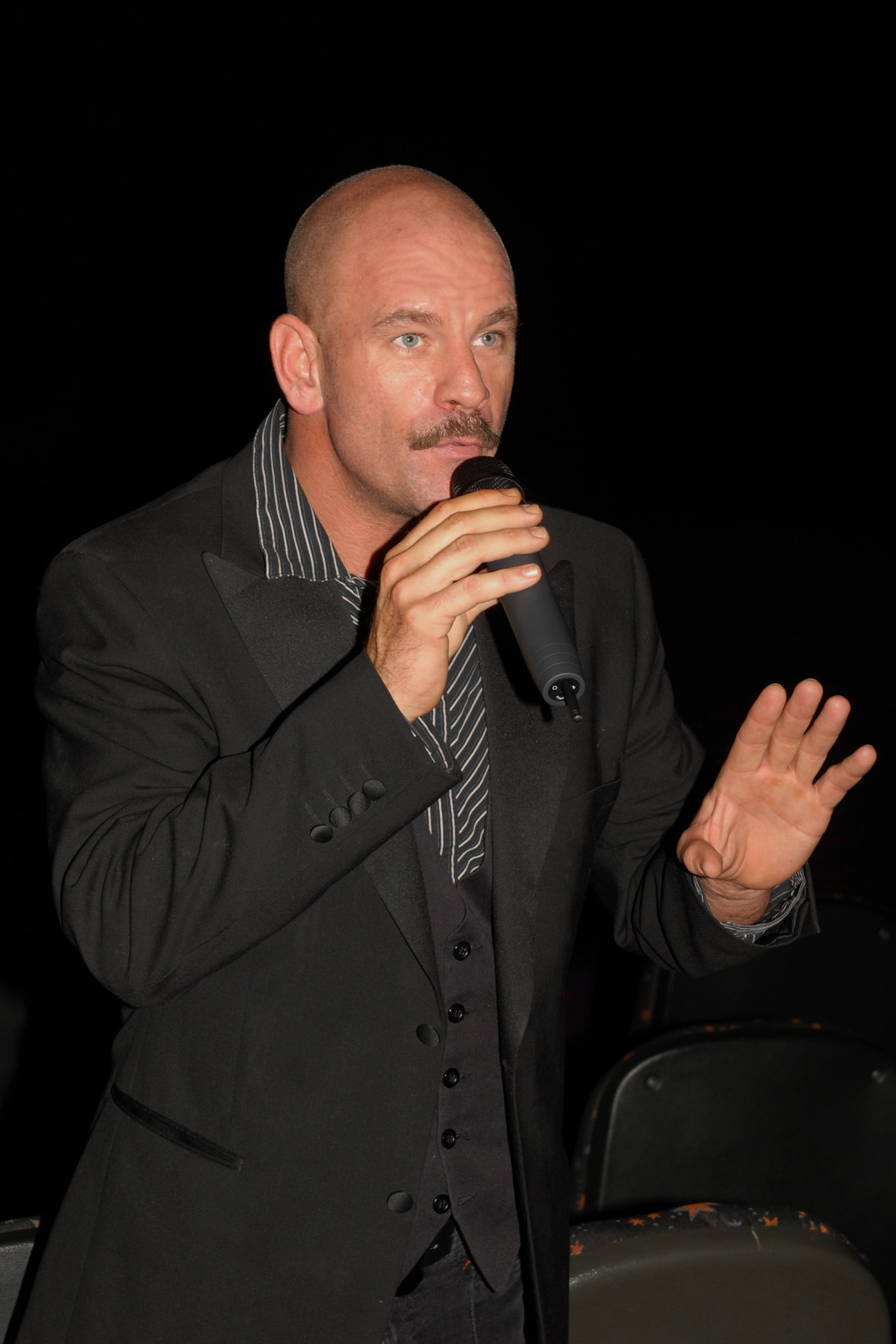
David James (2009)

David James (* um 1972) ist ein südafrikanischer Schauspieler.

## Leben
David James wuchs in Paarl auf.
International bekannt wurde James 2009 durch seine Rolle als Colonel Koobus Venter im Science-Fiction-Film District 9. Zuvor war er 2005 in einer Folge der Serie Isidingo in Erscheinung getreten. Seit District 9 folgten Auftritte in mehr als einem Dutzend Film- und Fernsehproduktionen.

## Filmografie (Auswahl)
- 2005: Isidingo (Fernsehserie, eine Episode)
- 2009: District 9
- 2009: Binnelanders (Fernsehserie, fünf Episoden)
- 2010: Eternity
- 2012: Angus Buchan's Ordinary People
- 2012: Saving Rhino Phila (Dokumentarfilm)
- 2012–2013: Rhythm City (Fernsehserie, 83 Episoden)
- 2013: Angel of the Skies
- 2013: Babalas
- 2014: Pad na jou hart
- 2014: Agent 2000: Die Laksman
- 2014: The Salvation – Spur der Vergeltung (The Salvation)
- 2018: Sew the Winter to My Skin
- 2019: Oorlewing: C-Blok (Fernsehfilm)
- 2019: Deep State (Fernsehserie, 2 Episoden)
- 2021: Dam (Fernsehserie, 8 Episoden)
- 2021: Reyka (Fernsehserie, 8 Episoden)

## Theater (Auswahl)
- 2002:	The Picture of Dorian Gray (Theatre Odyssey)
- 2005:	A Midsummer Night’s Dream (Tesson Theatre)
- 2006: My Fair Lady (State Theatre)
- 2007: A Funny Thing Happened on the JHB (Civic Theatre)
- 2010: Biko: Where the Soul Resides (Market Theatre)
- 2010: Jock of the Bushveld: the Musical (Joburg Theatre)
- 2010: The Rivonia Trials (State Theatre)
- 2012: Comrade Babble – The Brett Kebble Story (Market Theatre)